# كرايم تايم

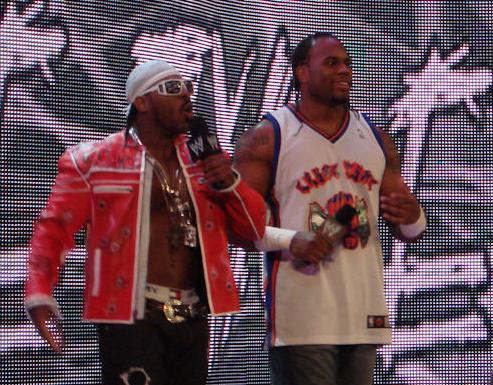

كرايم تايم (بالإنجليزية: Cryme Tyme)‏ هو فريق تاغ مصارعة محترفة وهو حالياً في اتحاد المصارعة الترفيهية العالمي (WWE)،ويصارعون في عرض سماكداون.
الفريق يتألف من جي تي جي (بالإنجليزية: JTG)‏، (ولد جيسون بول في 10 ديسمبر 1984)، وشاد (ولد في شاد تشاد خافيير رومانى جيتيك غاسبار في 13 يناير 1981).

## روابط خارجية
- كرايم تايم على موقع عالم المصارعة على الإنترنت (الإنجليزية)